# Doktor Proktor i wielki napad na bank
Doktor Proktor i wielki napad na bank – powieści dla dzieci autorstwa norweskiego pisarza Jo Nesbø, opublikowana w 2012 r. Pierwsze polskie wydanie ukazało się w 2013 r. w tłumaczeniu Iwony Zimnickiej.